# Serge Riaboukine
Serge Riaboukine est un acteur français né le 29 décembre 1957 à Givors.

## Biographie
Serge Riaboukine a des origines russes et monténégrines.
Outre son travail d'acteur, il a également été chroniqueur radio dans Rien à cirer animé par Laurent Ruquier sur France Inter.
Dans les années 1980 et au début des années 1990, Serge Riaboukine a participé à l'émission La Classe en interprétant des sketches issus de son imagination, joués également en cafés-théâtres.

## Théâtre (incomplet)
- 1976 : Les Rustres de Goldoni, mise en scène Jean-François Rémi
- 1977 : La Nuit italienne (Italienische Nacht) de Ödön von Horváth, mise en scène Jean-Louis Martinelli, Théâtre du Réfectoire (Lyon)
- 1979 : La Résistible Ascension d'Arturo Ui de Bertolt Brecht, mise en scène Jacques Échantillon, Les Tréteaux du Midi
- 1979 : Genséric de Pierre Macris, mise en scène Jean-Marie Winling, Théâtre des Amandiers (Nanterre)
- 1980 : Le Mariage de Figaro de Beaumarchais, mise en scène Françoise Petit, Petit Théâtre de Paris
- 1980 : Scènes de chasse en Bavière, de Martin Speer, mise en scène Jean-Hugues Anglade, Espace Cardin
- 1981 : En avant ! de et mis en scène par Jérôme Deschamps, théâtre national de Chaillot
- 1983 : Hamlet de William Shakespeare, mise en scène Antoine Vitez, Théâtre national de Chaillot
- 1986 : Venise sauvée, de Thomas Otway et Hugo von Hofmannsthal, mise en scène André Engel, Festival d'Avignon
- 1987 : L'Excès contraire de Françoise Sagan, mise en scène Michel Blanc, Théâtre des Bouffes-Parisiens
- 1993 : Le Renard du nord de Noëlle Renaude, mise en scène Robert Cantarella, Théâtre Ouvert, Théâtre 13
- 1994 : Le Paradis sur Terre de Tennessee Williams, mise en scène Catherine Delattres, théâtre des Deux Rives
- 1995 : Brèves de comptoir de Jean-Marie Gourio, mise en scène Jean-Michel Ribes, théâtre des Célestins, tournée
- 2001 : Les désirs sauvages de mon mari m'ont presque rendue folle d'Éric Civanyan, théâtre de la Michodière
- 2006 : Dolores Claiborne de David Joss Buckley, mise en scène Marie-Pascale Osterrieth, théâtre des Bouffes-Parisiens
- 2012 : Simpatico de Sam Shepard, mise en scène Didier Long, théâtre Marigny
- 2014 :  Les Vaisseaux du cœur de Benoite Groult, mise en scène Jean-Luc Tardieu, Petit Montparnasse
- 2016 :  Boucherie rythmique ou l'Homme qui faisait chanter la viande de et mise en scène : Valentin de Carbonnières, TPN-theatre (Royan)
- 2018 : Aux deux colombes de Sacha Guitry, mise en scène Thomas Le Douarec, festival off d'Avignon

## Filmographie

### Cinéma

#### Longs métrages
- 1980 : Les Phallocrates de Claude Pierson
- 1983 : Viva la vie de Claude Lelouch
- 1988 : L'Enfant de l'hiver d'Olivier Assayas
- 1989 : Rendez-vous au tas de sable de Didier Grousset

- 1990 : La Discrète de Christian Vincent
- 1992 : La Petite Amie d'Antonio de Manuel Poirier
- 1993 : Jacques le fataliste d'Antoine Douchet
- 1993 : Le Mari de Léon de Jean-Pierre Mocky
- 1993 : Cible émouvante de Pierre Salvadori
- 1994 : Bonsoir de Jean-Pierre Mocky
- 1995 : … à la campagne de Manuel Poirier
- 1995 : Les Apprentis de Pierre Salvadori
- 1995 : L'Année Juliette de Philippe le Guay
- 1996 : Des nouvelles du bon Dieu de Didier Le Pêcheur
- 1997 :  Marion de Manuel Poirier
- 1997 : Western de Manuel Poirier
- 1997 : Marthe de Jean-Loup Hubert
- 1998 : … Comme elle respire de Pierre Salvadori
- 1998 : L'Examen de minuit de Danièle Dubroux
- 1999 : La Maladie de Sachs de Michel Deville
- 1999 : Une femme d'extérieur de Christophe Blanc
- 1999 : Les Grandes Bouches de Bernie Bonvoisin
- 1999 : Peau d'homme cœur de bête de Hélène Angel
- 1999 : Voyous voyelles de Serge Meynard

- 2000 : Antilles sur Seine de Pascal Légitimus
- 2000 : Les Marchands de sable de Pierre Salvadori
- 2000 : Scènes de crimes de Frédéric Schoendoerffer
- 2000 : Les Acteurs de Bertrand Blier
- 2001 : Grégoire Moulin contre l'humanité de Artus de Penguern
- 2001 : La Tour Montparnasse infernale de Charles Nemes
- 2002 : Le Chignon d'Olga de Jérôme Bonnell
- 2002 : Laissez-passer de Bertrand Tavernier
- 2002 : Les Femmes... ou les enfants d'abord... de Manuel Poirier
- 2002 : Trois zéros de Fabien Onteniente
- 2002 : Les Lundis au soleil de Fernando León de Aranoa
- 2002 : Vingt-quatre Heures de la vie d'une femme de Laurent Bouhnik
- 2003 : Le Temps du loup de Michael Haneke
- 2003 : Quand tu descendras du ciel d'Éric Guirado
- 2004 : Frères de Xavier de Choudens
- 2004 : Comme une image d'Agnès Jaoui
- 2004 : Les Rivières pourpres 2 : Les Anges de l'apocalypse d'Olivier Dahan
- 2004 : La Première Fois que j'ai eu 20 ans de Lorraine Lévy
- 2005 : Boudu de Gérard Jugnot
- 2005 : Nuit noire, 17 octobre 1961 d'Alain Tasma
- 2005 : Les Âmes grises de Yves Angelo
- 2005 : Angel-A de Luc Besson
- 2006 : Enfermés dehors d'Albert Dupontel
- 2006 : Cabaret Paradis de  Gilles et Corinne Benizio
- 2006 : Mes copines de Sylvie Ayme
- 2007 : Lino de Jean-Louis Milesi
- 2007 : Tombé d'une étoile de Xavier Deluc
- 2008 : 9 mm de Taylan Barman
- 2008 : Coluche : L'Histoire d'un mec d'Antoine de Caunes
- 2009 : Le Petit Nicolas de Laurent Tirard
- 2009 : Lady Blood de Jean-Marc Vincent
- 2009 : L'Apparition de la Joconde de François Lunel

- 2010 : Simon Werner a disparu... de Fabrice Gobert
- 2011 : Jimmy Rivière de Teddy Lussi-Modeste
- 2011 : De force de Frank Henry
- 2011 : Nuit blanche de Frédéric Jardin
- 2012 : L'Oiseau d'Yves Caumon
- 2012 : L'Envahisseur de Nicolas Provost
- 2012 : La Mémoire dans la chair de Dominique Maillet
- 2013 : Voyage sans retour de François Gérard
- 2014 : Je me tue à le dire de Xavier Seron
- 2014 : Ablations d'Arnold de Pascau
- 2015 : Je suis mort mais j'ai des amis de Guillaume et Stéphane Malandrin
- 2015 : Les Premiers, les Derniers de Bouli Lanners
- 2016 : La Tour de contrôle infernale d'Éric Judor
- 2017 : Le Fidèle de Michaël R. Roskam
- 2018 : Et mon cœur transparent de David et Raphaël Vital-Durand
- 2018 : En mille morceaux de Véronique Meriadec
- 2019 : Salauds de pauvres (film à sketches)
- 2022 : Vacances de Béatrice de Staël et Léo Wolfenstein
- 2024 : Boléro d'Anne Fontaine
- 2024 : Tombés du camion de Philippe Pollet-Villard : Boyer
- 2024 : Quatre Zéros de Fabien Onteniente : Frédéric Dommange

#### Courts métrages

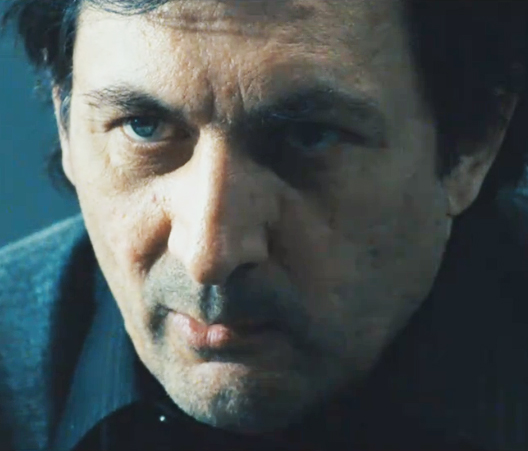
Serge Riaboukine sur un tournage en 2006.

- 1983 : Stag de William Herbert Benskin
- 1983 : Ataxie passagère de Luc Pagès
- 1989 : Forte est la tentation de Georges de Luc Pagès

- 1991 : Pin-up et Pénélope de Valérie Malek
- 1993 : Panne grasse de Christian Gazio
- 1994 : Loneytude ou une légère éclaircie d'Éric Guirado
- 1996 : Une belle nuit de fête de Lionel Epp
- 1997 : Just do it de Frédéric Chèze et Denis Thybaud
- 1998 : Jacynthe, tu as un cul de feu ! de Philippe Lubliner
- 1999 : Un petit air de fête d'Éric Guirado

- 2000 : Chien de l'enfer de Francis Camus
- 2003 : Qui songe à la douceur ? d'Isabelle Coudrier
- 2003 : Looking for David Lynch  de Vanessa Lhoste
- 2004 : Les Couilles de mon chat de Didier Bénureau
- 2006 : La Leçon de guitare de Martin Rit
- 2008 : La Copie de Coralie de Nicolas Engel

- 2010 : Ornières de Daniel Metge
- 2011 : La Barque de Benjamin Untereiner
- 2012 : Ogres niais de Bernard Blancan
- 2012 : Vilaine Fille, mauvais garçon de Justine Triet
- 2013 : Poussières de Daniel Metge
- 2018 : McWalter 3 de FloBer et Mister V[1]

### Télévision
- 1989 : David Lansky (épisode Prise d'otages)

- 1991 : Pierre qui roule de Marion Vernoux : le serveur
- 1994 : La Vie de Marianne de Benoît Jacquot : le cocher
- 1996 : Le Sang du renard de Serge Meynard : Fernand
- 1996 : La Rançon du chien de Peter Kassovitz : Ferrand
- 1997 : Petites de Noémie Lvovsky : le superviseur
- 1997 : Parisien tête de chien de Christiane Spiero : Georges
- 1997 : L'Esprit des flots de David Delrieux : "Dépêche-toi"
- 1998 : Le Danger d'aimer de Serge Meynard : Luigi
- 1998 : Les Cordier, juge et flic (épisode Rangée des voitures) : Charly
- 1999 : Le Secret de Saint-Junien de Christiane Spiero : Armand
- 2001 : H, épisode Une histoire de parrain : le parrain
- 2001 : Campagnes d'Olivier Langlois : Jean-Claude
- 2002 : Femmes de loi (épisode L'école du vice) : Flamand
- 2004 : Capone de Jean-Marc Brondolo : Réno
- 2005 : L'Empire du Tigre de Gérard Marx : Servais
- 2005 : Vénus et Apollon (épisode Soin intégral)
- 2005 : Gris blanc de Karim Dridi : Roger
- 2006 : Mentir un peu d'Agnès Obadia : Gilbert
- 2006 : Marion Jourdan (épisode Tueur de flics) : Barsac
- 2006 : La Chasse à l'homme d'Arnaud Sélignac  : Jacques Mesrine
- 2007 : Monsieur Joseph d'Olivier Langlois : Commissaire Boucheron
- 2008 : Adieu de Gaulle, adieu de Laurent Herbiet : Jacques Massu
- 2009 : RIS police scientifique (épisode Tueur présumé) : Me Kalfan
- 2009 : Éternelle de Didier Delaître : Shakin
- 2009 : Elles et Moi de Bernard Stora : L'adjudant Rouquette
- 2009 : Comme un mauvais souvenir d'André Chandelle : José
- 2009 : La Maîtresse du président de Jean-Pierre Sinapi : Adolphe Steinheil
- 2010 : Les Vivants et les Morts de Gérard Mordillat : Henri
- 2010 : 1788... et demi d'Olivier Guignard : L'abbé Sauton
- 2011 : L'Épervier de Stéphane Clavier : Main de fer
- 2012 : L'Été des Lip de Dominique Ladoge : Giuseppe
- 2012 : Clash série en 6 épisodes de Pascal Lahmani : Igor Kazinski
- 2012 : La Ballade de Kouski d'Olivier Langlois : Kouski
- 2012 : Le Chant des sirènes de Laurent Herbiet : Cuistot
- 2012 : Quand les poules auront des dents... de Bertrand Van Effenterre : Alex
- 2012 : Caïn (épisode Otages) de Bertrand Arthuys : Lagadec
- 2012 : La Main passe de Thierry Petit : Philippe Chevillon
- 2013 : Platane (saison 2) d'Éric Judor : Serge
- 2014 : La Clinique du Docteur Blanche de Sarah Lévy : Saturnin
- 2014 : Le Passager de Jérôme Cornuau : Commandant Solinas
- 2015 : J'ai épousé un inconnu de Serge Meynard : Commandant Loison
- 2015 : Les Petits Meurtres d'Agatha Christie, épisode Mademoiselle McGinty est morte réalisé par Éric Woreth : Léopold Santini
- 2016 - 2019 : Agathe Koltès série créée par Mélina Jochum et Frédéric Videau : major Guy Wichniak
- 2016 : La Loi de Pauline : Alain
- 2016 : Parents mode d'emploi, le prime : James Gonzales
- 2017 : La Mante, mini-série réalisée par Alexandre Laurent : Sébastien Crozet
- 2018 : Kepler(s), série télévisée de Frédéric Schoendoerffer : Commissaire Nobre
- 2019 : Le temps est assassin de Claude-Michel Rome : Cassanu Idrissi
- 2019 : Zone blanche : Verbeck
- 2019 : Les rivières pourpres de Jean-Christophe Grangé : Commissaire Gaillard (Saison 2 Épisodes 7 & 8 : La Lignée de Verre)
- 2021 : Un si grand soleil : Antoine Lanvin
- 2021 : Face à face de July Hygreck et Julien Zidi : Le bâtonnier
- 2022 : Clemenceau, la force d'aimer de Lorraine Lévy : Aristide Briand
- 2023 : Le Secret de la grotte de Christelle Raynal : Étienne Ferret
- 2023 : Meurtres sur la côte bleue de Marjolaine De Lécluse : Lino Perrin

### Web
- 4 mai 2018 : McWalter 3 (Internet) de Mister V et Florent Bernard

### Publicité
Il incarne également le détective privé Mike Perna pour une campagne de pub de La Banque postale en juin 2012.

## Distinctions

### Récompenses
- Festival de Locarno 1999 : Léopard de bronze pour Peau d'homme cœur de bête d'Hélène Angel
- Sept d'or 2004 : Meilleur comédien pour Capone de Jean-Marc Brondolo
- Festival international des programmes audiovisuels 2004 : FIPA d'or de la meilleure interprétation masculine pour Capone de Jean-Marc Brondolo